# Giovanni Bellini
Giovanni Bellini, zvan i Giambellino (Venecija, oko 1431. – Venecija, 29. rujna 1516.), bio je talijanski slikar renesanse; sin i učenik slikara Jacopa Bellinija i brat slikara Gentilea Bellinija. Giovanni je bio vodeći slikar venecijanskog slikarstva quattrocenta i vjerojatno najslavniji iz slikarske obitelji Bellini, iako je za njegova života cjenjenio bio njegov brat Gentile.

## Životopis i djela
U početku je bio pod jakim utjecajem svog šurjaka Andree Mantegne. Slikao je pretežno oltarne slike s likovima „Majke Božje i Djeteta”, svetaca i anđela svirača, tzv. „Sveti razgovor” (kao Madonna di San Giobbe) i motive Pietà. 
Ujedno i vrstan slikar portreta (Mletački dužd Leonardo Loredani, 1502.; Venecijanac) i alegorija (Kršćanska alegorija, Bakanal bogova, 1514.; Mlada žena pred ogledalom, 1515. i dr.). Stvorio je idealizirani tip Madone (Madonna degli alberetti, 1487.) koji se u različitim inačicama održavao u venecijanskom slikarstvu. Osobito značenje imaju njegovi prikazi krajolika kao element koji dobiva izrazitu funkciju u cjelini slike (Preobraženje na gori, Sveti Franjo u ekstazi).
Uporabom uljenih boja, koje u to doba sve više zamjenjuju temperu, obogaćuje koloristički izraz. Ostvarujući postupno sve življi i bogatiji kolorit, utjecao je na razvoj umjetnika kao što su: Giorgione, Tizian, Palma Stariji i dr.
U Strossmayerovoj galeriji Hrvatske akademije znanosti i umjetnosti (HAZU) nalazi se njegovo djelo Sveti Augustin i Sveti Benedikt koji odskaču od tipiziranih prikaza svetaca toga vremena.

### Galerija odabranih djela
- Predstavljanje u hramu, 1459., tempera na dasci, Galerija Querini Stampalia, Venecija.
- Pietà, 1460., ulje na platnu, 86 × 107 cm, Pinakoteka u Breri, Mailand.
- Majka Božja s Djetetom, 1480., ulje na platnu, 65 × 48 cm, Glasgow.
- Sveti Franjo u ekstazi, oko 1500., Galerija Akademije, Venecija.
- Pietà, oko 1500., ulje na platnu, 65 × 87 cm, Galerija Akademije, Venecija.
- Majka Božja s četiri sveca i donatorom, oko 1507., ulje na drvu, 90x145 cm, S. Francesco della Vigna, Venecija.
- Dama s ogledalom, 1515., ulje na platnu.
- Gozba bogova, 1514.-1529., ulje na platnu, Nacionalna galerija umjetnosti, Washington.

## Vanjske poveznice
- Giovanni Bellini u "Povijesti umjetnosti"  Arhivirana inačica izvorne stranice od 11. listopada 2012. (Wayback Machine)
- Web Gallery of Art